# Střítež u Jihlavy
Střítež u Jihlavy – przystanek kolejowy w miejscowości Střítež, w kraju Wysoczyna, w Czechach Znajduje się na wysokości 490 m n.p.m..
Na przystanku nie ma możliwości zakupu biletów, a obsługa podróżnych odbywa się w pociągu.

## Linie kolejowe
- 225 Havlíčkův Brod - Jihlava - Veselí nad Lužnicí